# Неверующие
«Неверующие» (англ. The Unbelievers) — документальный фильм, ведущими которого выступили американский физик Лоуренс Краусс и британский эволюционный биолог Ричард Докинз. В фильме ученые путешествуют по миру и открыто заявляют о важности науки и разума в современном мире. Они призывают избавиться от устаревших религиозных и политически мотивированных взглядов при рассмотрении важных вопросов современности.

## О фильме
Работу поддерживают известные личности, которые также приняли участие в этом фильме: Рики Джервейс, Вуди Аллен, Камерон Диас, Стивен Хокинг, Сара Сильверман, Тим Минчин, Адам Сэвидж, Айаан Хирси, Сэм Харрис, Дэн Деннет, Джеймс Рэнди, Майкл Шермер, Дэвид Сильверман и другие.
Фильм посвящён Кристоферу Хитченсу.
Кроме того, Кристофер Хитченс неоднократно упоминается в фильме, в том числе перед дебатами с мусульманами Лоуренс Краусс шутливо говорит, что он пока пойдет почитает свою «личную библию», демонстрируя книгу «Бог не любовь» Кристофера Хитченса.

## Премьера
Мировая премьера фильма «Неверующие» состоялась 29 апреля 2013 года на кинофестивале «Hot Docs» в Торонто, Канада. Билеты на все 4 показа фильма были распроданы. После длительных переговоров, права на фильм были приобретены компанией Content Film и 14 мая 2014 года был анонсирован предзаказ фильма на Amazon и iTunes. Дата релиза была назначена на 3 июня 2014 года.

## В России
Информации о выходе фильма в России нет, фильм был показан на фестивале научного кино 360°. Была информация, что некоммерческая волонтерская студия Vert Dider получила копию фильма и хотела сделать «пиратский» релиз, о чём она сообщила в своём блоге и выложила трейлер на русском языке. На данный момент Vert Dider выпустила свою версию на русском языке.